# شهردار تفلیس
شهردار تفلیس سیاستمداری است که توسط مردم شهر تفلیس انتخاب می شود. پیش از سال ۲۰۰۵ شهرداران توسط دولت مرکزی گرجستان به سمت شهرداری منصوب می شدند. در سال ۲۰۰۶ اولین انتخابات شهردار تفلیس در تاریخ جمهوری گرجستان برگزار شد.  گئورگی (جیگی) اوگولاوا  اولین شهردار منتخب تفلیس است که پیش از آن به صورت انتصابی شهردار تفلیس شده بود. 

## نقش
شهردار  تفلیس وظایف مختلفی دارد از جمله  بودجه بندی و برنامه ریزی در کل تفلیس . برنامه های شهردار توسط شورای شهر تفلیس بررسی شده و سپس اجرایی می شود.  